# Bombardeamento aéreo do centro migratório de Tajura de 2019
Em 3 de julho de 2019, um bombardeamento aéreo, liderado pelo Exército Nacional Líbio, atingiu o Centro de Detenção de Tajura, nos arredores de Trípoli, Líbia, enquanto centenas de pessoas estavam dentro das instalações. O Centro de Detenção estava sendo usado como uma instalação de retenção para migrantes e refugiados que tentavam chegar à Europa, quando uma unidade de armazenamento usada como instalação residencial foi destruída em um bombardeio aéreo. O Conselho de Direitos Humanos das Nações Unidas declarou que "era sabido que havia 600 pessoas vivendo dentro" da instalação. Pelo menos 53 pessoas foram mortas e mais de 130 ficaram feridas. Uma revolta internacional generalizada foi gerada contra o bombardeamento aéreo, devido a sua percebida imprudência e ao alvejamento de civis desarmados e inocentes. O bombardeamento aéreo também levantou o escrutínio da política da União Europeia de cooperar com as milícias para deter migrantes e financiar e treinar a Guarda Costeira da Líbia, que prendeu a maioria dos migrantes e refugiados.

## Contexto
O Centro de Detenção de Tajura está localizado a 16 km a leste da capital líbia de Trípoli. Faz parte de uma rede de 34 centros de detenção de migrantes em todo o noroeste da Líbia, que abrigam cerca de 5 mil pessoas. Os centros são operados pelo Governo do Acordo Nacional e são usados para deter migrantes que tentam chegar à Europa.
Em abril de 2019, o Exército Nacional Líbio iniciou uma grande ofensiva para capturar o oeste da Líbia e a capital Trípoli. Depois que um bombardeamento aéreo atingiu um alvo a menos de 100 metros do centro de detenção em maio, a Agência de Refugiados da ONU pediu a evacuação de refugiados e migrantes em centros de detenção em áreas de conflito em Trípoli.

## Bombardeamento aéreo
Em 3 de julho de 2019, um ataque aéreo atingiu diretamente a unidade do Centro de Detenção de Tajura, enquanto as famílias de migrantes dormiam. Um coordenador médico do Médicos sem Fronteiras contava com 126 migrantes vivendo dentro da unidade do centro pouco antes de ser atingido diretamente pela bombardeio. Fotos aéreas da cena mostram que a explosão desmoronou o telhado e explodiu as paredes da seção da unidade onde ela bateu. Um assessor de mídia do Ministério da Saúde da Líbia disse que "havia sangue e partes de corpos em todo o lugar" e o governo da Líbia descreveu o bombardeio como um "massacre". Hospitais trabalharam em capacidades acima da média no rescaldo do ataque, enquanto tentavam tratar um "dilúvio" de pacientes feridos.
Segundo a Organização das Nações Unidas (ONU), pelo menos 53 pessoas foram mortas e mais de 130 ficaram feridas. A ONU também registrou relatos de que "após o primeiro impacto, alguns refugiados e migrantes receberam tiros de guardas enquanto tentavam escapar".
Forças associadas ao general Khalifa Hafter disseram que estavam atacando um base militar próxima do local. Eles receberam assistência do Egito, dos Emirados Árabes Unidos e da Rússia.

## Reações
O governo da Líbia culpou o ataque às forças aéreas associadas ao general Khalifa Hafter, do Exército Nacional Líbio (ENL). O general vinha travando uma ofensiva contra grupos rebeldes na capital da Líbia desde abril, e o ataque aéreo ocorrera dois dias depois de o general ter ameaçado ataques com bomba na área depois de anunciar que os "meios tradicionais" da diplomacia eram insuficientes. Um porta-voz de Hafter disse ao The Independent que a alegação era "incorreta" e que "o ENL não tem operações aéreas", apesar do fato de o ENL ter anunciado dois dias antes planos de ataques aéreos em resposta à perda do controle de Gariam.
O ministro do interior da Líbia, Fathi Bashagha, anunciou em 4 de julho que o governo estava considerando encerrar os centros de detenção e liberar todos os migrantes, já que o governo não pode garantir a proteção dos mesmos.
- Nações Unidas - Um porta-voz da agência de refugiados da ONU afirmou que a proximidade do centro de detenção a um armazém de armas fez dele um alvo por associação.[2] O chefe de direitos humanos da ONU chamou o bombardeamento aéreo de "crime de guerra". O diretor do Oriente Médio e Norte da África para a Anistia Internacional também exigiu que a Corte Penal Internacional investigue o bombardeio como um crime de guerra.[3] Em um comunicado oficial, o secretário-geral Antonio Guterres exigiu uma investigação sobre "como isso aconteceu e quem foi o responsável e levar as pessoas em consideração".[12] O Alto Comissariado das Nações Unidas para os Refugiados e a Organização Internacional de Migração fizeram uma declaração conjunta: "Nossas duas organizações condenam veementemente este e qualquer ataque à vida civil. Também pedimos o fim imediato da detenção de migrantes e refugiados".[5] O Conselho de Segurança das Nações Unidas considerou uma resolução elaborada pelo Reino Unido que teria condenado o ataque e pediu um cessar-fogo. A resolução não foi aprovada.[13]

- Estados Unidos - O Departamento de Estado dos Estados Unidos declarou: "Esta trágica e desnecessária perda de vidas, que afetou uma das populações mais vulneráveis, ressalta a necessidade urgente de todas as partes líbias reduzirem os combates em Trípoli e retornarem ao processo político, que é o único caminho viável para a paz duradoura e estabilidade na Líbia".[5]

- Turquia - O Ministério das Relações Exteriores da Turquia classificou o ataque como "crime contra a humanidade" e culpou as forças do general Hafter pelo bombardeamento aéreo.[14]